# My Girlfriend is a Fiction
My Girlfriend Is a Fiction (この彼女はフィクションです。?, Kono kanojo wa fiction desu.) è un manga shōnen del 2011, scritto e disegnato da Shizumu Watanabe.

## Trama
Yuri Hamura è un ragazzo che per dieci anni ha descritto e disegnato la propria ragazza ideale su alcuni quaderni, non avendo nessun amico a causa dei continui trasferimenti lavorativi della propria famiglia, e trattandola proprio come un essere umano reale, tanto da parlare con lei e dargli i baci della buonanotte. Giunto al liceo, si innamora di Fuko Kuzumi, scrittrice e vice-presidente del club di letteratura della scuola; il giovane si iscrive al club e decide di conquistare la ragazza, lasciando perdere il proprio "passatempo". Yuri raccoglie così i cento quaderni in cui aveva descritto tutte le caratteristiche della ragazza ideale, a cui aveva dato il nome di Michiru Araragi, e si reca presso un tempio shintoista per dare loro fuoco. Al tempio incontra però anche Fuko, e dopo un'improvvisa tempesta i due si accorgono che i quaderni si sono trasformati in una ragazza reale.
Il giovane porta a casa Michiru, per scoprire che ella è esattamente come l'aveva descritta nel corso degli anni: innamorata follemente di lui, abile a cucinare, testarda e persino capace di sparare dei laser dagli occhi. Yuri cerca di far comprendere a Michiru che, essendo innamorato di un'altra ragazza, non possono avere una relazione insieme; Michiru decide allora di mettersi alla ricerca della ragazza in questione, per ucciderla ed essere di conseguenza per Yuri «l'unica». Per riuscire nel suo intento, la ragazza si iscrive inoltre al liceo di Yuri e persino nel suo club di letteratura; portata al corrente della situazione, Fuko cerca di tenere sotto controllo Michiru, e nel frattempo inizia a sviluppare dei sentimenti nei confronti di Yuri.
In seguito, in occasione della Festa delle stelle, il club di letteratura viene incaricato di mettere in scena un'opera di Fuko, dal titolo Il ricordo del delta; la prima parte dell'opera ottiene reazioni tiepide da parte degli spettatori, mentre la seconda – nella quale Yuri e Fuko, improvvisando totalmente, si dichiarano il loro amore – ha un grandissimo successo e viene intesa come esempio di metateatro; durante lo spettacolo Michiru, che interpreta la co-protagonista dell'opera, viene così a conoscenza della realtà dei fatti, ma rinuncia dopo uno scatto d'ira a uccidere Fuko. Ritenendola una sua grande amica, la avverte però che cercherà in ogni modo di "riprendersi" Yuri. Tornato a casa, il ragazzo viene aggredito da Amu Kusunoki, personaggio letterario creato da Fuko che era riuscito a giungere nel mondo reale sfruttando il varco aperto da Michiru; la giovane, dall'apparenza estremamente gentile ma dal comportamento violento, non ritiene infatti Yuri degno di stare insieme alla propria creatrice, e desidera castrarlo.
Sfruttando uno dei propri poteri, Amu taglia a Yuri il "filo della razionalità": questo lo porta a eseguire varie azioni sotto il suo comando, tra cui fare sesso con Michiru; la giovane ritiene infatti che, se Fuko coglierà in flagrante i due mentre compiono tale atto, perderà il suo interesse nei confronti del ragazzo. Michiru tuttavia non se la sente, volendo unirsi a Yuri solo se lui l'avesse davvero amata. In seguito Yuri, Fuko, le due ragazze fiction e i membri del gruppo di letteratura si recano in vacanza nella città in cui Yuri viveva precedentemente, e dove peraltro era stato vittima di numerosi episodi di bullismo, che lo avevano fatto chiudere in sé stesso. Mentre siede su un'altalena, il ragazzo si ricorda di avere sepolto un oggetto nel terreno: esso si rivela essere il quaderno numero 69, che immediatamente si "riunisce" a Michiru.
Poco dopo, Yuri e Fuko scoprono che il quaderno conteneva la frase «Michiru distruggerà il mondo per meǃ Coloro che mi trattano male o che fanno finta di nulla, scompariranno tuttiǃ» e immediatamente giunge la notizia che un'enorme cometa, impossibile da deviare, sta per colpire la Terra. Yuri decide che, per salvare il pianeta, deve distruggere il tempio – che pochi giorni prima, insieme ad Amu, aveva invece riparato – e rinunciare di conseguenza a Michiru; all'ultimo momento, il ragazzo non riesce tuttavia a incendiare l'edificio. È così Michiru a prendere l'iniziativa, pur amando ogni cosa del mondo reale; mentre dichiara il suo amore a Yuri, il suo corpo – e, contemporaneamente, quello di Amu – si ritrasforma nuovamente negli originali cento quaderni. Nel periodo successivo, Yuri riflette sull'intera situazione e si accorge di essersi davvero innamorato di Michiru, ma di essersene accorto troppo tardi.
Un mese dopo, Yuri si reca tutti i giorni al tempio per pregare di rivedere Michiru e portando con sé i quaderni, ma invano; giunge così alla conclusione «che c'è un solo modo per incontrare Michiru: quello di crearla», iniziando così la stesura con Fuko e gli altri membri del gruppo di letteratura di un manga che racconta la loro storia; Fuko decide di fare lo stesso con Amu. Il giovane confessa a Fuku anche i suoi sentimenti riguardo a Michiru, ma lei afferma che, essendosi innamorata di lui, non ha alcuna intenzione di arrendersi. Al completamento dell'opera, da lui intitolata My Girlfriend Is a Fiction, il ragazzo sente la voce di Michiru che gli dice «Yuri, grazie mille», dimostrando che – pur essendo un personaggio – la ragazza è ancora legata agli eventi del mondo reale. Yuri afferma così che «questa non è la fine, ma un nuovo inizio. Fin quando continuerò con l'opera, lei sarà lì» e facendo presagire che forse, in futuro, avranno la possibilità di reincontrarsi. 

## Manga
L'opera è stata serializzata su Weekly Shōnen Magazine dal 9 febbraio al 5 ottobre 2011, con cadenza settimanale, per un totale di trentatré capitoli; la pubblicazione in tankōbon si è invece svolta tra il 17 giugno e il 17 novembre dello stesso anno, a cura della casa editrice Kōdansha. In Italia i diritti del manga sono stati acquisiti da Edizioni BD, che ha pubblicato My Girlfriend Is a Fiction con cadenza mensile – tra il 15 dicembre 2012 e il 16 marzo 2013 – sotto l'etichetta GP Manga.
Nella pagina conclusiva del manga, l'autore afferma che «uno dei temi di quest'opera sono proprio "i dolori e le gioie di creare i personaggi"», ritenendo di adorare i personaggi che crea e definendo la creazione di My Girlfriend Is a Fiction «una battaglia all'ultimo sangue, […] dura, ma sicuramente molto divertente». L'autore conclude sottolineando che «nel capitolo conclusivo, anche io sono della stessa opinione dei due autori. Fin quando si crea un'opera, i personaggi continuano a vivere. Inoltre vivono se tu continui a leggerli, perciò ti prego di tenere questo manga su qualche scaffale della tua libreria per rileggerlo. Allora loro saranno sempre lì con te».

### Volumi
| 1 | 17 giugno 2011 | ISBN 978-4-06-384512-9 | 15 dicembre 2012 | ISBN 978-88-6468-931-9 |
| 1 | Capitoli - Capitolo 1: Una ragazza irreale - Capitolo 2: Chi è questa ragazza? - Capitolo 3: Who Done It?! - Capitolo 4: La battaglia della lingerie - Extra inedito: La battaglia della lingerie - Capitolo 5: Il mistero di Michiru |                        |                  |                        |
| 2 | 17 agosto 2011 | ISBN 978-4-06-384541-9 | 29 dicembre 2012 | ISBN 978-88-6468-932-6 |
| 2 | Capitoli - Capitolo 6: La bella assassina - Capitolo 7: La malinconia di Fuko Kuzumi - Capitolo 8: Noi due a quel tempo - Capitolo 9: L'opportunista - Capitolo 10: The Hurt Locker Strategy - Capitolo 11: Double Heroine - Capitolo 12: La scena del bacio - Capitolo 13: Il nome di questo sentimento |                        |                  |                        |
| 3 | 17 ottobre 2011 | ISBN 978-4-06-384571-6 | 31 gennaio 2013  | ISBN 978-88-6468-966-1 |
| 3 | Capitoli - Capitolo 14: Summer Days - Capitolo 15: Il ricordo del delta - Capitolo 16: Questa ragazza è un'autrice di fiction - Capitolo 17: Le due dichiarazioni d'amore - Capitolo 18: Come ha scritto l'autore… - Capitolo 19: La responsabilità dell'autore - Capitolo 20: La gioia della creazione - Capitolo 21: L'invasione del club di letteratura! - Capitolo 22: All'appuntamento - Capitolo 23: Anche questa ragazza è una fiction   |                        |                  |                        |
| 4 | 17 novembre 2011 | ISBN 978-4-06-384590-7 | 16 marzo 2013    | ISBN 978-88-6634-445-2 |
| 4 | Capitoli - Capitolo 24: Il complotto di Amu - Capitolo 25: Usare o meno un solo fiammifero? - Capitolo 26: Il nuovo esame di Amu Kusunoki - Capitolo 27: Il cielo blu, il mare blu e la storia oscura - Capitolo 28: La città dove vivevo - Capitolo 29: Il suo viso sorridente - Capitolo 30: Lei e il mondo - Capitolo 31: Il momento dell'addio - Capitolo 32: Un cuore innamorato - Capitolo conclusivo: My Girlfriend Is a Fiction - Extra |                        |                  |                        |